# Шнейдман, Абрам Самуилович
Абрам Самуилович Шнейдма́н — советский инженер, конструктор танков и тракторов, лауреат Сталинской премии.

## Биография
В 1930-е годы работал на ЛКЗ — Ленинградском Кировском заводе.
С февраля 1939 года участвовал в проектировании танка КВ («Клим Ворошилов»). Входил в состав группы вооружения, которая установила в танк КВ новую 76,2-мм пушку Л-11. Она имела дальность стрельбы до 3600 м и пробивала броню толщиной до 56 мм. Боекомплект — 111 выстрелов. С ней была спарена 45-мм пушка 20К.
С августа 1941 года в эвакуации в Челябинске, работал в ОКБ ЧТЗ. С марта 1942 года — на опытном заводе № 100 по совершенствованию конструкций тяжелых танков.
С августа 1943 года участвовал в разработке самоходной установки СУ-152 на базе танка «ИС».
С 1945 года снова работал в Ленинграде в ОКБ ЛКЗ. В первые послевоенные годы участвовал в создании танка ИС-7 (руководитель группы вооружения).
С февраля 1955 по 1956 — ведущий инженер по танку Т-10М.
С 1956 года — начальник конструкторского отдела вооружения.
С 1961 года участвовал в разработке трактора К-700 и его модифицированного варианта в качестве специалиста по гидравлике.
Сталинская премия первой степени (1946) — за создание нового образца тяжёлого артсамохода (танка ИС и САУ на его базе).
Умер не ранее 1990 года.